# SM-68 Titan

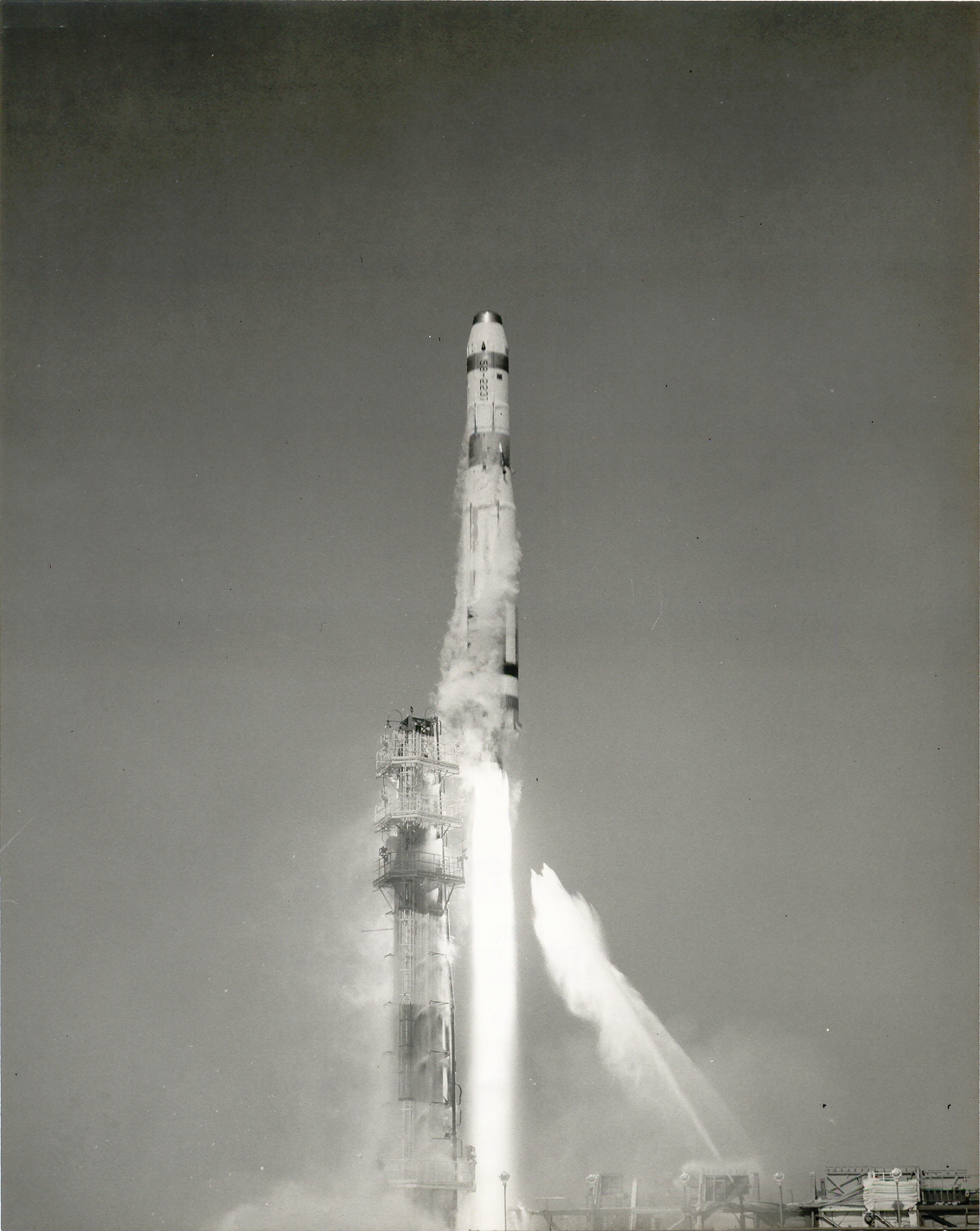
Um míssil SM-68 Titan sendo lançado.

O SM-68 Titan, foi a designação original de um ICBM de origem Norte americana. O significado das letras SM, vem do termo em inglês Strategic Missile. Os mísseis desse modelo estiveram ativos entre 1962 e 1987, fazendo parte de frota de mísseis dos Estados Unidos durante a "Guerra Fria".
O SM-68 Titan fazia parte da família de foguetes Titan. Ele foi originalmente construído como uma alternativa para o míssil SM-65 Atlas, caso o projeto daquele sofresse algum atraso.
Para esse míssil, foram desenvolvidas duas versões, cada uma usando uma combinação de propelentes diferente:
- A primeira foi a HGM-25A Titan I
- A segunda foi a LGM-25C Titan II

1. 1 2 3 4  «SM-68 Titan I - United States Nuclear Forces». www.globalsecurity.org. Consultado em 9 de janeiro de 2021
2. ↑  «SM-68 Titan I - United States Nuclear Forces». fas.org. Consultado em 9 de janeiro de 2021